# Закусочная на шоссе 66
«Закусочная на шоссе 66» — американская криминальная комедия, снятая режиссёром Джоном Марком Робинсоном в 1984 году. Главные роли в фильме исполнили — Уиллем Дефо и Джадж Рейнхолд.

## Сюжет
Молодой человек из Нью-Йорка едет на деловую встречу в Калифорнию, наслаждаясь путешествием на своём «Thunderbird» 1955 года. Пересекая штат Аризона, он сталкивается с несколькими местными хулиганами из Кингмана, которые стреляют в его машину и пытаются сбить с трассы. Добравшись до ближайшего города, он знакомится с музыкантом-странником, путешествующим автостопом. Новый знакомый чинит его автомобиль и вдвоем они пытаются навести порядок в этом городе, что приводит к их участию в автопробеге из Кингмана в Отман и обратно.

## В ролях
- Уиллем Дефо — Джонни Харт
- Джадж Рейнхолд — Бэкман Холлсгуд Младший
- Каарен Ли — Джесси Дюран
- Кейт Вернон — Мелисса Дюран
- Эрика Йон — Тельма
- Стефан Эллиот — Сэм
- Алан Отри — Капот
- Питер Ван Норден — Мосс

## Интересные факты
События фильма полностью разворачиваются в городах Кингман и Отман, штат Аризона. Оба населенных пункта расположены на знаменитом Шоссе 66, также известном как «Главная улица Америки».